# Grammoptera subargentata
Grammoptera subargentata là một loài bọ cánh cứng trong họ Cerambycidae.